# Nena Hopmans
Nena Hopmans (Nijmegen, 31 oktober 1999) is een voetbalspeelster uit Nederland.
Ze speelde één seizoen voor Achilles '29 en twee seizoenen voor vv Alkmaar in de Vrouwen Eredivisie.

## Statistieken
| Seizoen | Club         | Land      | Competitie | Wedstrijden | Doelpunten |
| ------- | ------------ | --------- | ---------- | ----------- | ---------- |
| 2016/17 | Achilles '29 | Nederland | Eredivisie | 26          | 2          |
| 2017/18 | vv Alkmaar   | Nederland | Eredivisie | 24          | 0          |
| 2018/19 | vv Alkmaar   | Nederland | Eredivisie | 23          | 0          |
| Totaal  | Totaal       | Totaal    | Totaal     | 73          | --         |

Laatste update: sep 2021